# Kanton Lamentin
Kanton Lamentin is een kanton van het Franse departement Guadeloupe. Kanton Lamentin maakt deel uit van het arrondissement Basse-Terre en telt 16.354 inwoners (2019).
Het kanton omvat uitsluitend de gemeente Lamentin.